# Bruno Manuel Rodrigues Silva
Bruno Manuel Rodrigues Silva, més conegut com a Bruno China (Matosinhos, 5 d'agost del 1982), és un exfutbolista portuguès que jugava de centrecampista. Posteriorment fa d'entrenador de futbol.

## Trajectòria
Producte del Leixões SC, va participar en la promoció del seu equip des de Segona Divisió portuguesa (equivalent a la Segona Divisió B espanyola) fins a la primera divisió portuguesa. Va debutar a primera divisió el 18 d'agost del 2007, en la primera jornada de la temporada front el SL Benfica amb qui empataren 1-1.
El 18 d'agost del 2009, el Reial Mallorca anuncià el seu fitxatge per les següents tres temporades, encara que el llavors entrenador el RCD Mallorca, Gregorio Manzano, es va oposar al seu fitxatge. Va debutar a la lliga espanyola el 13 de setembre, jugant els darrers cinc minuts del partit contra el Vila-Real CF que acabaria amb empat a un. Durant aquella temporada va disputar molt pocs minuts, temporada en què el RCD Mallorca es va classificar per l'Europa League després d'acabar en cinquena posició.
En agost de 2010, el RCD Mallorca va rescindir el seu contracte i va tornar a la seva ciutat, fitxant pel Rio Ave CF.